# ويرد أل يانكوفيك

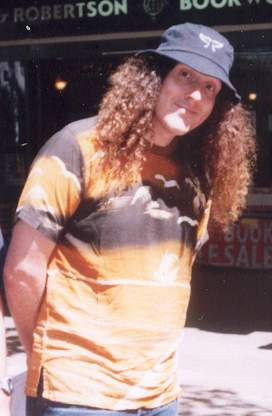
"أل العجيب" يانكوفيك

ألفريد ماثيو يانكوفيك (Alfred Matthew Yankovic) (اللقب:«ويرد أل» يانكوفيك أو «أل العجيب» يانكوفيك) ("Weird Al" Yankovic) (أ.ص.د: [ˈjæŋ.kəˌvɪk]؛ مواليد 23 أكتوبر، 1959) هو مغني أمريكي وكاتب أغاني ومنتج موسيقي، وكوميديان ومقلد، شاعر، عازف أكورديون ومنتج تلفزيوني. كان مقدما لبرنامج The Weird Al Show في عام 1997.
غنّى أغنية دير تو بي ستوبيد التي ظهرت في المتحولون

## أدواره في التلفزيون الأمريكي
- ترانسفورمرز أنيميتد - ريك-غار

## وصلات خارجية
- ويرد أل يانكوفيك على موقع IMDb (الإنجليزية)
- ويرد أل يانكوفيك على موقع روتن توميتوز (الإنجليزية)
- ويرد أل يانكوفيك على موقع ألو سيني (الفرنسية)
- ويرد أل يانكوفيك على موقع ميوزك برينز (الإنجليزية)
- ويرد أل يانكوفيك على موقع رولينغ ستون (الإنجليزية)
- ويرد أل يانكوفيك على موقع أول موفي (الإنجليزية)
- ويرد أل يانكوفيك على موقع قاعدة بيانات الأفلام السويدية (السويدية)
- ويرد أل يانكوفيك على موقع إن إن دي بي (الإنجليزية)
- ويرد أل يانكوفيك على موقع أول ميوزيك (الإنجليزية)
- ويرد أل يانكوفيك على موقع ديسكوغز (الإنجليزية)
- "Weird_Al"_Yankovic